# 18676 Зденкаплавцова
18676 Зденкаплавцова (18676 Zdeňkaplavcová) — астероїд головного поясу, відкритий 30 березня 1998 року.
Тіссеранів параметр щодо Юпітера — 3,399.